# Serge Poudrier
Serge Poudrier (* 22. April 1966 in Thetford Mines, Québec) ist ein ehemaliger kanadisch-französischer Eishockeyspieler, der in seiner aktiven Zeit von 1983 bis 2006 unter anderem für die Augsburger Panther und Hannover Scorpions in der Deutschen Eishockey Liga gespielt hat.         

## Karriere
Serge Pourdrier begann seine Karriere als Eishockeyspieler in der kanadischen Top-Juniorenliga QMJHL, in der er von 1983 bis 1986 für die Draveurs de Trois-Rivières aktiv war. Anschließend wechselte er zu Anglet Hormadi Élite in die Division 1, die zweite französische Spielklasse, in der er weitere drei Jahre lang spielte, ehe er von 1989 bis 1991 für Girondins de Bordeaux auflief. Anschließend wurde der Verteidiger von Rouen Hockey Élite 76 verpflichtet, mit dem er anschließend vier Mal in Folge Französischer Meister wurde. Zudem unterlag er in der Saison 1995/96 mit Rouen in den Finalspielen um die Meisterschaft den Albatros de Brest. Aufgrund dieser Erfolge wurden die Augsburger Panther auf den Rechtsschütze aufmerksam, für die er ebenso ein Jahr lang in der Deutschen Eishockey Liga auf dem Eis stand wie anschließend für deren Ligarivalen Hannover Scorpions. 
Im Sommer 1998 wurde Pourdier vom Lausanne HC aus der Schweizer Nationalliga B verpflichtet, mit dem er in der Saison 2000/01 als Zweitliga-Meister in die Nationalliga A aufstieg, in der er mit seiner Mannschaft weitere drei Jahre spielte. Anschließend kehrte der gebürtige Kanadier 2004 in seine Heimat zurück, in der er bis zu seinem Karriereende im Anschluss an die Saison 2005/06 für die Prolab de Thetford Mines aus der Ligue Nord-Américaine de Hockey aktiv war.

### International
Für Frankreich nahm Poudrier an der B-Weltmeisterschaft 1991 sowie den A-Weltmeisterschaften 1992, 1993, 1994, 1995, 1996 und 1999 teil. Des Weiteren stand er im Aufgebot Frankreichs bei den Olympischen Winterspielen 1992 in Albertville, 1994 in Lillehammer und 1998 in Nagano.

## Erfolge und Auszeichnungen
| - 1992 Französischer Meister mit Rouen Hockey Élite 76 - 1993 Französischer Meister mit Rouen Hockey Élite 76 - 1994 Französischer Meister mit Rouen Hockey Élite 76 - 1995 Französischer Meister mit Rouen Hockey Élite 76 | - 1996 Französischer Vizemeister mit Rouen Hockey Élite 76 - 2001 Meister der Nationalliga B mit dem Lausanne HC - 2003 Österreichischer Meister mit dem EHC Black Wings Linz |

### International
- 1991 Aufstieg in die A-Weltmeisterschaft bei der B-Weltmeisterschaft